# Mike Flowers (Basketballspieler)
Mike Flowers (* 16. August 1986 in Kopenhagen) ist ein ehemaliger dänischer Basketballspieler.

## Werdegang
Flowers verließ Dänemark, um in den Vereinigten Staaten eine Schule zu besuchen und dann am Barton College im US-Bundesstaat North Carolina zu studieren. 2007 gewann er mit Barton den Basketball-Meistertitel in der zweiten NCAA-Division. Er gehörte der Hochschulmannschaft bis 2011 an.
Ab der Saison 2011/12 war der 1,94 Meter große Flügelspieler Mitglied des Aufgebots des dänischen Erstligisten SISU. Er blieb bis 2015 Teil der Mannschaft. Wegen einer Verletzung setzte Flowers ab Ende März 2015 aus, ab Herbst 2016 spielte er für Stevnsgade Basketball, 2018 zog er sich bei Stevnsgade aus beruflichen Gründen aus dem Leistungsbasketball zurück. Flowers bestritt vier A-Länderspiele für Dänemark.